# Srimartani
Srimartani is een bestuurslaag in het regentschap Bantul van de provincie Jogjakarta, Indonesië. Srimartani telt 15.402 inwoners (volkstelling 2010).